# Венеційський острів

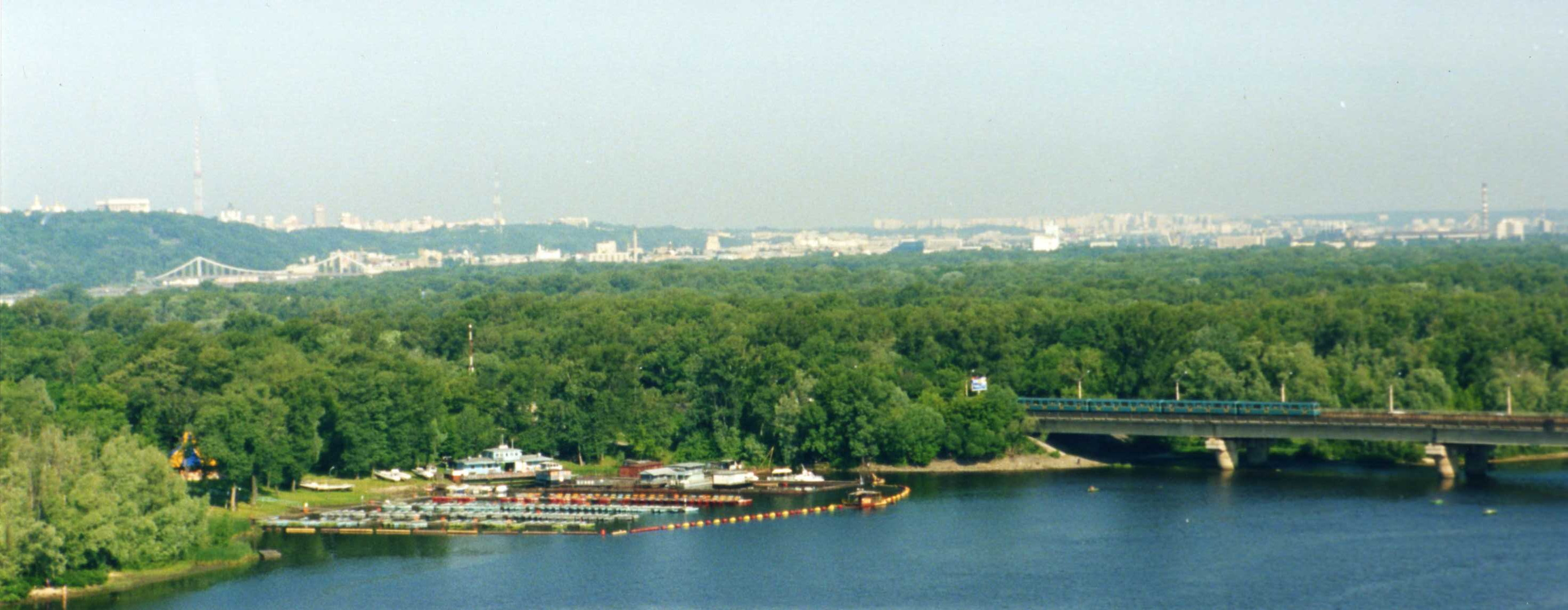
Вид на острів з Русанівської набережної

Венеційський острів — острів на Дніпрі, розташований навпроти центральної частини Києва, омивається з заходу та півдня основним руслом Дніпра, з півночі Венеційською протокою, зі сходу Русанівською протокою; площа 187,5 гектарів. Знаходиться в Дніпровському районі Києва.
На острові розташований київський гідропарк та станція метро «Гідропарк».
Пов'язаний з лівим берегом Києва Русанівським метромостом, з правим берегом мостом Метро, з Долобецьким островом — пішохідним Венеційським мостом. Понад південною частиною острова проходить міст Патона, але він не має з'їздів на острів.
Назва острова відома з кінця XIX ст. Пов'язана з літнім парком відпочинку «Венеція» з рестораном «Нова Венеція», які були відкриті на острові у 1890.
Входить до Регіонального ландшафтного парку «Дніпровські острови».

## Історія
Має штучне походження. Ще у середині XIX століття територія майбутнього острова була ділянкою лівобережної заплави. На місці Русанівської протоки існував ланцюжок озер.
1877 року внаслідок сильної повені на Дніпрі на місці ланцюжку озер утворилася сучасна протока, і відтак утворився новий острів.
Проте вже впродовж 1882-84 років було збудовано загати на Русанівській та Венеційських протоках, і острів знову став частиною материка. Після цих робіт нинішній Венеційський острів був поєднаний дамбою із теперішнім Долобецьким островом.
У 1-й половині ХХ ст. внаслідок повеней та руйнацій загат знову утворився острів.
З 18 ст. тут почали селитися люди, а зі зведенням 1853 року Ланцюгового мосту поселення набуло назви Передмостова слобідка.
Наприкінці 19 ст. на острові відкритий парк відпочинку «Венеція» з рестораном, естрадою, театром та іншими закладами. Пізніше «Венецію» перейменували у «Петровський парк», але друге ім'я надовго не прижилося.
У 1906 до острова був прокладений Русанівський міст, а у 1915 — новий Наводницький міст. Обидва мости були зруйновані під час Другої світової.
Під час другої світової війни, а саме при відступі німецьких окупантів з Києва у жовтні 1943 р., поселення було повністю спалене.
По війні селище було вирішено не відновлювати, а вже у 1960-х роках, після відкриття на острові 1965 року станції метро, було облаштовано зону відпочинку з пляжами та спортивними майданчиками — київський гідропарк.
Про часті зміни характерів проток та про те, що в різні часи Венеційський острів був то островом, то частиною материка, сьогодні нагадують декілька озер на острові.